# Прайс, Деанна
Деанна Прайс (англ. DeAnna Price; род. 8 июня 1993, Сент-Чарльз, Миссури) — американская легкоатлетка, которая специализируется в метании молота. Чемпионка мира 2019 года. Участница летних Олимпийских игр 2016 года. 

## Карьера
Прайс представляла США на чемпионате мира 2015 года в Пекине, но не смогла квалифицироваться в финал. За месяц до чемпионата мира Прайс заняла четвертое место на Панамериканских играх в Торонто.
На летних Олимпийских играх в Бразилии Прайс представляла США в соревнованиях по метанию молота. Заняла итоговое восьмое место, показав результат 70,95 метра.
28 сентября 2019 года Деанна в Дохе стала чемпионкой мира в метании молота, метнув снаряд на 77,54 м и опередив всех своих соперниц.
17 февраля 2023 года установила мировой рекорд в метании веса в помещении (26,02 м).
В 2023 году на чемпионате мира по лёгкой атлетике в Будапеште Деанна выиграла бронзу в метании молота с результатом 75,41 метра.

## Основные результаты
| Год  | Соревнование                      | Место проведения         | Место  | Результат |
| ---- | --------------------------------- | ------------------------ | ------ | --------- |
| 2015 | Панамериканские игры              | Торонто, Канада          | 4      | 68,84 м   |
| 2015 | Чемпионат мира по лёгкой атлетике | Пекин, Китай             | 18 (q) | 68,69 м   |
| 2016 | Олимпийские игры                  | Рио-де-Жанейро, Бразилия | 8      | 70,95 м   |
| 2017 | Чемпионат мира по лёгкой атлетике | Лондон, Великобритания   | 9      | 70,04 м   |
| 2019 | Чемпионат мира по лёгкой атлетике | Доха, Катар              | 1      | 77,54 м   |
| 2023 | Чемпионат мира по лёгкой атлетике | Будапешт, Венгрия        | 3      | 75,41 м   |